# Primi Nécega
Primitiva Nécega Gallo (11 de septiembre de 1930) – 3 de noviembre de 2024) más conocido como Primi Nécega, fue una escritora española. Es autora de numerosas obras, muchas de ellas cuentos. Aunque sus escritos reflejan sus raíces gallegas, gran parte de su obra fue publicada en español.

## Primeros años
Nécega nació en Foz en 1930 y pasó allí sus primeros años.

## Carrera
En 1949 Nécega se trasladó a Ribadeo.  Comenzó a publicar artículos en Las Riberas del Eo, animada por amigos a responder a los escritos de un autor seudónimo, Juan Montemar, que criticaba a las mujeres. Posteriormente colaboró en diversas publicaciones y se convirtió en escritora habitual de La Comarca del Eo.
En sus primeros años escribió bajo diferentes seudónimos, unos para sus obras en castellano y otros para aquellas en gallego,  como La Orquidade Roja, PR y PN. La mayor parte de su obra se centra en la narración de historias, a menudo basándose en sus propias experiencias de vida o en cuentos populares, como los inspirados en las tradiciones navideñas.

## Vida personal
En 1949 Nécega se instaló en Ribadeo, donde se casó y tuvo dos hijos, enviudando a temprana edad. En sus últimos años residió en la residencia de Mayores de Ribadeo.

## Muerte
Nécega falleció en Burela el 3 de noviembre de 2024.